# Neulewin
Neulewin är en kommun och ort i Landkreis Märkisch-Oderland i förbundslandet Brandenburg i Tyskland. 
Kommunen bildades den 23 oktober 2003 genom en sammanslagning av de tidigare kommunerna Neulewin och Neulietzegöricke i den nya kommunen Neulewin och Güstebieser Loose uppgick samtidigt i den nya kommunen. 
Kommunen ingår i kommunalförbundet Amt Barnim-Oderbruch.